# FKイバル
フドバルスキ・クルブ・イバル・ロジャイェ（セルビア語: Fudbalski klub Ibar Rožaje）は、モンテネグロ・ロジャイェを本拠地とするサッカークラブである。

## 歴史
1938年設立。クラブ名は市内を流れるイバル川から取られた。クラブ史上最高成績は1992年にセルビア・モンテネグロ・ドルガ・リーガに参戦したことであり、それ以外の時代は下部リーグに所属した。
モンテネグロ独立後もドルガ・ツルノゴルスカ・フドバルスカ・リーガに所属した。初シーズンの2006-07シーズンに3位で昇格プレーオフに参戦したものの敗北し、以降も昇格できなかったため、ガジイェと呼ばれるクラブのサポーターも数を減らした。

## 歴代所属選手
- 田中紳太郎 2017
- 下川雅人 2019-2020